# Obturation
Als Obturation (von lateinisch obturare ‚verstopfen, verschließen, abdichten‘) wird in der Medizin die Blockade eines Hohlorgans durch körpereigene (beispielsweise Umfangsvermehrungen wie Tumoren) oder körperfremde Objekte bezeichnet. Per definitionem handelt es sich hierbei um einen Verschluss, der durch Objekte verursacht wird, die innerhalb des Lumens auftreten.

## Begriffliche Abgrenzung
Bei einer allgemeinen Verlegung (umgangssprachlich „Verstopfung“) eines Lumens spricht man von einer Obstruktion oder einer Okklusion. Hierbei ist es unerheblich, ob es sich um eine Verlegung von innerhalb des Organs handelt oder ob sie von außerhalb verursacht wird (beispielsweise Obturationen des Darmes durch Kotsteine, Gallensteine oder Wurmkonvolute aus Fadenwürmern, und das Abdrücken des Darmlumens durch raumfordernde Prozesse, wie z. B. Tumoren in der Bauchhöhle, wodurch es zu einem mechanischen Ileus bzw. Darmverschluss kommen kann). Allerdings verwischen die Grenzen in der praktischen Verwendung des Begriffes.

## Obturation in der Zahnmedizin
Als Obturation bezeichnet man in der Zahnmedizin das Einbringen von Füllmasse in ein zuvor gereinigtes und ausgeformtes Wurzelkanalsystem der Zähne (Endodontie).

## Obturationen in der Veterinärmedizin
Häufiges Vorkommen in der Veterinärmedizin findet sich vor allem bei den Equiden, beispielsweise dem Pferd. Hier kommt es durch Verlagerungen des Darmtraktes oder durch zu festen Kot (verursacht beispielsweise durch zu starken Wasserentzug während der Darmpassage) zu Obturationen, die als lebensbedrohliche Notfälle einzustufen sind.
Aber auch bei anderen Tierarten treten Obstipationen auf. Bei Hunden kann es unter anderem bei der Verfütterung größerer Knochenmengen zu Obstipationen kommen („Knochenkot“), synonym werden hier die Begriffe Konstipation oder Obstructio alvi verwendet. Auch Fremdkörper (wie beispielsweise Bezoare) können zu einer Obturation des Darmlumen führen, hier sind häufig auch Katzen betroffen.